# Bundesrechtspflegegesetz
Das Bundesgesetz über die Organisation der Bundesrechtspflege (kurz Bundesrechtspflegegesetz, OG; SR 173.110) vom 16. Dezember 1943 war ein schweizerisches Bundesgesetz, das die Stellung und Organisation des schweizerischen Bundesgerichts sowie das Verfahren vor dem Bundesgericht regelte. Es wurde am 1. Januar 2007 vom Bundesgerichtsgesetz abgelöst.